# Dichaetomyia mohelii
Dichaetomyia mohelii este o specie de muște din genul Dichaetomyia, familia Muscidae, descrisă de Adrian C. Pont în anul 1978. Conform Catalogue of Life specia Dichaetomyia mohelii nu are subspecii cunoscute.